# Bijiang
Der Stadtbezirk Bijiang (chinesisch 碧江区, Pinyin Bìjiāng Qū) ist der Regierungssitz der bezirksfreien Stadt Tongren im Nordosten der chinesischen Provinz Guizhou. Die Fläche beträgt 1.008 Quadratkilometer und die Einwohnerzahl 336.100 (Stand: Ende 2018).
Die alte Architektur von Dongshan (Dongshan gujian zhuqun 东山古建筑群) aus der Zeit der Ming- und Qing-Dynastie steht seit 2006 auf der Liste der Denkmäler der Volksrepublik China (6-730).